# Космос-10 (телеканал)
«Космос-10 (К-10)» — первый московский музыкальный телеканал, осуществлявший своё вещание с 20 марта 1995 по 1 мая 1996 года. Редакции и студии телеканала располагались в телецентре «Останкино» (АСК-1).

## История
Телеканал К-10 является первым московским музыкальным каналом и был учреждён телекомпанией BIZ-TV, желающей получить частоту для вещания своего канала и продюсерской компанией ЛИС’С, которая хотела создать независимый музыкальный канал без привязки к бренду BIZ-TV. В результате была достигнута договорённость, что телекомпания BIZ-TV будет рекламировать телеканал и производить для него эксклюзивные телепрограммы (в эфир не вышли), а телеканал получит отдельное название и оформление.
Начал тестовое вещание 19 декабря 1994 года на 51 ТВК в Москве под эфирным названием и логотипом «51 канал», а полноценное — 20 марта 1995 года уже под брендом К-10. Изначально вещал в вечернее время, примерно с 19:00 до 1:00. В том же 1995 году К-10 по заказу ОРТ и НТВ выполняла для них работы по расширению зоны приёма (в случае с ОРТ и НТВ) и оптимизации региональных сетей по всей стране (для обоих заказчиков). Все эти работы проводились для поддержания существования самого канала К-10. Весь бюджет улетал за доли секунды и телеканал продолжал искать себе спонсора для будущего развития.
В конце 1995 года ассоциация хотела подписать контракт с компанией Philips по условием которого, Philips выделяли 50 млн долларов на создание в 50 городах страны сети приёма телеканала и должны были войти в число акционеров ассоциации К-10, а на телеканале в самом начале рекламы показывали рекламную вставку Philips. Контракт должен был растянуться вплоть до конца 1997 года, но так и не был осуществлён. Philips отказались далее сотрудничать из-за Первой чеченской войны, но не смотря на это телеканал самостоятельно распространил своё вещание на иные регионы как и планировал.
Прекратил вещание 1 мая 1996 года и преобразовался в Муз-ТВ, в связи с выборами президента РФ в 1996 году с лозунгом «Голосуй или проиграешь». Сама же Ассоциация «Космос-10» юридически просуществовала до 2008 года.

## Сетка вещания
- MTV
- Звёзды говорят
- Русский диск
- VJ Блок
- После урока
- Клипомания
- Запретная музыка
- Музыкальный экзамен
- 1+1+1
- Живьём с Максом
- Тяжёлый понедельник
- Техномарафон
- Юмористический прогноз
- Новости за неделю
- Ток-шоу
- Видеоальбом

## Города вещания
- Амурская область — 31 ТВК
- Архангельская область — 25 ТВК
- Вологодская область — 31 ТВК
- Воронежская область — 4 ТВК
- Калининградская область — 32 ТВК
- Кемеровская область — 28 ТВК
- Костромская область — 40 ТВК
- Санкт-Петербург и Ленинградская область — 38 ТВК
- Свердловская область — 26 ТВК
- Москва и Московская область — 51 ТВК
- Пермский край — 37 ТВК
- Приморский край — 30 ТВК
- Псковская область — 25 ТВК
- Хабаровский край — 23 ТВК
- Ярославская область — 31 ТВК